# Československá hokejová liga 1982/1983
40. ročník 1982/83 se hrál pod názvem I. liga.

## Herní systém
12 účastníků hrálo v jedné skupině čtyřkolově systémem každý s každým. Opět platily nerozhodné výsledky. Poslední mužstvo Poldi SONP Kladno sestoupilo přímo do I. české národní hokejové ligy.

## Kompletní pořadí
| Poř. | Tým                       | Zápasy | Výhry | Remízy | Porážky | Skóre   | Body |
| ---- | ------------------------- | ------ | ----- | ------ | ------- | ------- | ---- |
| 1    | HC Dukla Jihlava          | 44     | 28    | 6      | 10      | 176:100 | 62   |
| 2    | TJ Vítkovice              | 44     | 24    | 6      | 14      | 191:177 | 54   |
| 3    | Tesla Pardubice           | 44     | 24    | 5      | 15      | 180:134 | 53   |
| 4    | TJ Motor České Budějovice | 44     | 20    | 8      | 16      | 163:147 | 48   |
| 5    | VSŽ Košice                | 44     | 22    | 3      | 19      | 192:183 | 47   |
| 6    | CHZ Litvínov              | 44     | 17    | 9      | 18      | 188:174 | 43   |
| 7    | TJ Gottwaldov             | 44     | 17    | 6      | 21      | 175:172 | 40   |
| 8    | Sparta ČKD Praha          | 44     | 15    | 10     | 19      | 145:155 | 40   |
| 9    | Škoda Plzeň               | 44     | 13    | 12     | 19      | 135:181 | 38   |
| 10   | Slovan CHZJD Bratislava   | 44     | 16    | 5      | 23      | 141:175 | 37   |
| 11   | Zetor Brno                | 44     | 12    | 10     | 22      | 144:192 | 34   |
| 12   | Poldi SONP Kladno         | 44     | 12    | 8      | 24      | 140:180 | 32   |

## Nejproduktivnější hráči sezóny
| Poř. | Hráč             | Mužstvo                   | Utkání | Branky | Asistence | Body |
| ---- | ---------------- | ------------------------- | ------ | ------ | --------- | ---- |
| 1    | Vincent Lukáč    | VSŽ Košice                | 42     | 49     | 19        | 68   |
| 2    | Pavel Richter    | Sparta ČKD Praha          | 44     | 20     | 44        | 64   |
| 3    | Jiří Lála        | TJ Motor České Budějovice | 44     | 38     | 22        | 60   |
| 4    | Ladislav Svozil  | TJ Vítkovice              | 44     | 29     | 28        | 57   |
| 5    | Libor Havlíček   | Zetor Brno                | 40     | 11     | 45        | 56   |
| 6    | František Černý  | Škoda Plzeň               | 43     | 34     | 20        | 54   |
| 7    | Karel Holý       | Sparta ČKD Praha          | 43     | 23     | 31        | 54   |
| 8    | Jaroslav Vlk     | TJ Vítkovice              | 39     | 17     | 36        | 53   |
| 9    | Jozef Lukáč      | VSŽ Košice                | 40     | 23     | 22        | 45   |
| 10   | František Černík | TJ Vítkovice              | 44     | 23     | 27        | 50   |

## Soupisky mužstev

### ASD Dukla Jihlava
Jiří Králík (43/2,24/92,3/-/-),
Jiří Steklík (5/2,60/-/-/-) -
Petr Adamík (40/0/1/20),
Jaroslav Benák (43/1/10/22),
Karel Horáček (43/4/11/16),
Milan Chalupa (38/9/16/36),
Miroslav Kořený (44/7/11/22),
Miroslav Souček (5/0/0/6),
Radoslav Svoboda (43/11/8/28),
Eduard Uvíra (43/6/10/28) -
Libor Dolana (10/1/1/6),
Miroslav Jehlička (1/0/0/2),
Ján Jurčišin (23/2/2/12),
Jindřich Juříček (1/0/0/0),
Otta Klapka (39/8/17/32),
Miloš Kupec (37/9/8/6),
Igor Liba (43/27/18/24),
Jaroslav Liška (4/0/0/2),
Antonín Micka (42/10/13/40),
Jindřich Micka (41/9/7/21),
Tomáš Netík (19/5/4/14),
Miloš Novák (36/5/5/20),
Oldřich Válek (27/16/11/26),
Rostislav Vlach (44/12/10/21),
František Výborný (44/13/10/2),
Ondřej Weissmann (37/6/5/22),
Augustin Žák (42/15/10/20)

### TJ Vítkovice
Luděk Brož (11/3,90/-/-/-),
Pavel Cagaš (5/5,90/-/-/-),
Jaromír Šindel (39/3,90/90,8/-/-) -
Karel Dvořák (44/4/25/24),
Milan Figala (24/1/3/26),
Aleš Flašar (5/0/0/2),
Kamil Kalužík (24/2/3/16),
Jaroslav Lyčka (39/4/14/6),
Miroslav Majerník (36/2/2/28),
Zdeněk Moták (4/0/0/4),
Antonín Plánovský (30/10/5/52),
Aleš Tomášek (10/1/2/6),
Jan Vavrečka (13/0/1/2) -
Marek Adamec (5/0/0/2),
Pavel Adamec (7/0/0/0),
František Černík (44/23/27/39),
Petr Holubář (39/5/12/4),
Radim Kasper (14/5/5/2),
Lumír Kotala (39/15/11/26),
Radoslav Kuřidým (44/19/17/38),
Petr Melichařík (26/1/4/6),
Zbyněk Neuvirth (-/-/-/-),
Pavel Prorok (42/9/20/42),
Kamil Přecechtěl (42/9/10/20),
Miloš Říha (36/13/17/20),
Ladislav Svozil (44/29/28/50),
Mojmír Trličík (5/0/0/0),
Miroslav Venkrbec (42/12/15/12),
Jaroslav Vlk (39/17/36/22)

### TJ Tesla Pardubice
Dominik Hašek (42/2,67/91,5/|/-),
Milan Kečkeš (2/6,60/-/-/-),
Jaroslav Radvanovský (4/6,70/-/-/-) -
Vladimír Bezdíček (44/5/10/16),
Miloš Hrubeš (31/1/2/6),
Jan Levinský (44/10/15/28),
Pavel Marek (31/5/5/30),
František Musil (33/1/2/44),
Pavel Novotný (16/0/1/8),
Jiří Seidl (42/6/10/38),
Pavel Skalický (26/0/4/14),
Martin Střída (6/0/0/0) -
Miroslav Bažant (40/11/7/14),
Zdeněk Čech (22/7/5/10),
Ladislav Dinis (37/6/7/14),
Otakar Janecký (44/18/16/70),
Jiří Jiroutek (37/6/18/14),
Milan Koďousek (43/21/19/12),
Evžen Musil (42/21/12/30),
Josef Slavík (33/7/15/32),
Jiří Šejba (44/21/18/32), 
Vladimír Veith (42/15/16/32), 
Jan Velinský (41/6/4/16),
Miloš Volný (1/0/0/0),
Roman Zavoral (8/1/1/0)

### TJ Motor České Budějovice
Ladislav Gula (41/3,40/90,0/-/-),
Marcel Kurfürst (7/2,90/-/-/-) -
Martin Beníšek (42/1/3/14),
Vladislav Janeček (1/0/0/0),
František Joun (44/7/26/60),
Jaroslav Kočer (41/3/4/12),
Ladislav Kolda (44/7/17/54),
Milan Němec (hokejista) (5/1/0/0),
Josef Novák (42/2/1/38),
Rudolf Suchánek (44/4/4/24) -
Miroslav Bláha (43/10/9/34),
Roman Božek (40/12/9/18),
Vladimír Caldr (44/17/26/33),
František Čech (39/19/19/12),
Petr Dolejšek (25/2/4/10),
Josef Hejna (41/10/13/18),
Jan Klabouch (35/5/5/18),
Jaroslav Korbela (37/5/14/36),
Milan Král (19/3/2/11),
Norbert Král (32/11/12/16),
Jiří Lála (44/38/22/18),
Jaroslav Pařízek (24/0/2/6),
Antonín Slach (10/2/0/0),
Radek Ťoupal (3/1/0/0),
Jiří Veselý (13/1/0/0),
Luděk Žižka (1/0/0/0)

### TJ VSŽ Košice
Ján Bajtoš (1/2,10/-/-/-),
Juraj Hamko (3/3,30/-/-/-)
Michal Orenič (12/3,90/-/-/-),
Pavol Švárny 34/4,30/-/-/-) -
Juraj Bakoš (37/3/2/20),
Juraj Bondra (42/4/2/46),
Marián Brúsil (35/1/9/6),
Jozef Franc (37/2/2/26),
Jaroslav Glankovič (4/0/0/0),
Ivan Jesenský (10/0/0/9),
Ján Lojda (44/4/5/38),
Marián Repaský (26/1/3/14),
Peter Slanina (42/9/12/86) -
Jaroslav Barochovský (37/11/8/16),
Ivan Čerevka (11/1/2/6),
Ján Faith (40/18/19/47),
Ján Hromjak (24/3/1/24),
Miroslav Ihnačák (42/20/17/32),
Štefan Jabcon (35/10/8/20),
Igor Liba (44/35/18/34),
Dušan Ludma (33/7/6/23),
Jozef Lukáč (44/19/33/24),
Vincent Lukáč (42/49/19/46),
Milan Mažgut (23/6/1/11),
Vladimír Svitek (31/13/11/25),
Marián Štefanovič (18/1/3/6),
Ján Vodila (26/12/9/32)

### TJ CHZ Litvínov
Jan Hrabák (14/4,40/-/-),
Miroslav Kapoun (37/3,80/89,2/-) -
Zdeněk Chuchel (39/4/15/22),
Arnold Kadlec (43/10/10/30),
Jordan Karagavrilidis (40/5/3/42),
Jindřich Korph (44/1/6/6),
Vladimír Macholda (43/8/6/30),
Kamil Prachař (43/3/5/26),
Miroslav Rykl (3/0/0/0),
Petr Svoboda (4/0/0/2) - 
Jaroslav Hübl (42/9/11/52),
Josef Chabroň (44/17/4/14),
Vladimír Jeřábek (44/15/21/6),
Petr Klíma (44/19/17/74),
Jindřich Kokrment (42/16/30/34),
Vladimír Kýhos (35/3/15/28),
Petr Rosol (43/17/16/44),
Vladimír Růžička (43/22/24/40),
Karel Svoboda (39/7/13/34),
Jan Tábor (37/4/4/8),
Miloš Tarant (44/21/17/47),
Jiří Vozák (21/4/4/10),
Zdeněk Zíma (40/3/9/34)

### TJ Gottwaldov
Libor Nuzík (20/4,35/-/-/-),
Ivan Podešva (35/3,65/88,6/-/-) -
Miroslav Michalovský (24/2/9/12),
Gustav Peterka (36/1/4/20),
Milan Prinich (15/0/2/4),
Miloslav Sedlák (44/12/12/10),
Jindřich Skála (35/0/3/20)
Petr Šivic (25/1/3/16),
Zdeněk Venera (44/7/7/66),
Ladislav Zavrtálek (38/2/6/36) - 
Karel Buřič (36/3/2/15),
Zdeněk Čech (40/19/7/14),
Miloš Holaň (43/17/12/18),
Vladimír Kocián (43/17/23/58),
Petr Leška (36/7/15/16),
Milan Maruška (38/11/12/32),
Pavel Mezek (39/25/16/23),
František Pecivál (39/14/11/32),
Luděk Pelc (44/16/25/18),
Radek Pšurný (1/0/0/0),
Bohumil Salajka (29/2/1/6),
Jaroslav Santarius (29/5/3/5),
Ladislav Skřivan (16/1/2/0),
Jiří Vodák (37/10/8/13),
Dušan Vojáček (32/3/4/14)

### TJ Sparta ČKD Praha
Jiří Hamal (44/3,50/89,0/-/-),
Martin Štorek (1/0,00/100,0/-/-) -
Stanislav Hajdušek (44/4/18/45),
Jaromír Látal (43/3/5/26),
Vladimír Kostka (44/7/8/24),
Jan Reindl (32/2/8/19),
Karel Soudek (13/0/6/18),
Otakar Vejvoda (44/6/12/40),
Vladislav Vlček (43/4/5/13) -
Petr Bílek (7/1/0/2),
Eduard Bůžek (1/0/0/0),
Milan Černý (44/7/3/22),
Svatopluk Herman (44/8/15/10),
Karel Holý (43/23/31/33),
Tomáš Jelínek (40/20/25/52),
Jiří Jána (39/8/8/60),
Miroslav Kasík (37/7/11/38),
Milan Kosejk (43/6/7/36),
Karel Najman (35/5/7/4),
Jiří Pačes (38/2/6/8),
Luboš Pěnička (33/8/6/8),
Jiří Poner (3/0/0/0),
Pavel Richter (44/20/44/18),
Miroslav Tejral (22/0/2/6),
Milan Volf (38/4/4/22)

### TJ Škoda Plzeň
Zdeněk Dvořák (6/5,60/-/-/-),
Viktor Lukeš (1/6,00/-/-/-),
Jiří Svoboda (44/4,00/90,3/-/-) -
Václav Baďouček (-/-/-/-),
Martin Beneš (22/1/6/10),
Milan Florian (41/1/15/34), 
Jiří Jonák (34/1/3/34),
Jiří Neubauer (40/3/4/38),
Pavel Setíkovský (40/5/21/26),
Jaroslav Špiler (30/1/4/18),
Milan Vágner (42/0/4/40) -
Josef Anderle (36/6/4/16),
František Černý (43/34/20/43),
Jaroslav Hauer (35/5/9/14),
Jan Havel (37/9/6/11),
Jaroslav Hraběta (24/1/3/16),
Pavel Huml (35/11/6/10),
Milan Kraft (37/3/9/9),
Jaroslav Linhart (2/0/0/0),
Jan Nový (38/6/6/18),
Zdeněk Pata (41/15/18/34),
Pavel Prokeš (19/0/4/16),
Miroslav Přerost (3/0/0/0),
Petr Setíkovský (38/7/8/10),
Josef Štěpanovský (38/7/6/32),
Zdeněk Schejbal (42/8/15/42),
Josef Táflík (44/11/10/26)

### TJ Slovan CHZJD Bratislava
Ivan Beňo (26/3,90/89,9/-/-),
Petr Ševela (24/4,10/89,0/-/-) -
Jozef Bukovinský (28/0/2/12),
Ivan Černý (44/5/11/38),
Milan Horváth (43/2/4/28),
Miroslav Krba (19/0/1/16),
Róbert Pukalovič (43/5/8/22),
Ľubomír Roháčik (44/7/4/34),
Vladimír Urban (26/0/4/16) -
Pavol Babic (20/0/0/12),
Vladimír Bereš (32/1/2/16),
Marián Bezák (44/12/8/61),
Ivan Dornič (38/21/13/8),
Marek Galiovský (39/3/0/8),
Miloš Hollý (12/0/0/2),
Ernest Hornák (44/8/3/36),
Ján Jaško (43/20/14/48),
Jiří Kodet (6/0/2/0),
Karol Morávek (41/3/4/22),
Karol Ondreička (27/0/2/8),
Dušan Pašek (43/23/23/62),
Jozef Pethö (19/1/2/8),
Ľubomír Pokovič (37/9/5/26),
Dárius Rusnák (42/19/14/52),
Martin Šechný (17/1/1/0),
Roman Úlehla (11/1/0/0)

### TJ Zetor Brno
František Jelínek (3/6,46/-/-/-),
Karel Lang (44/4,24/91,1/-/-) –
Vladimír Galko (39/7/4/44),
Vladimír Jokl (33/2/4/34),
Zdeněk Moučka (40/4/6/10),
Jaroslav Murgaš (16/0/3/6),
Pavel Nešťák (31/1/3/30),
Lubomír Oslizlo (43/10/9/50),
Pavel Pazourek (0/0/0/0),
Jan Zajíček (25/0/3/34),
Otto Železný (44/7/12/28) –
Zdeněk Balabán (43/9/7/10),
Zdeněk Berger (35/5/5/10),
Jiří Broušek (39/6/5/8),
Jiří Exl (12/1/1/2),
Libor Havlíček (40/11/45/22),
Petr Hubáček (44/8/10/26),
Vladimír Kunc (19/10/9/42),
Emil Ludíkovský (19/1/1/2),
Karel Nekola (34/20/13/22),
Igor Novotný (11/1/0/1),
Jiří Otoupalík (42/19/19/37),
Luděk Stehlík (3/0/0/0),
František Šebela (38/10/13/10),
Jaroslav Ševčík (3/0/0/),
Ladislav Trešl (42/7/6/22),
Vlastimil Vajčner (37/2/8/20),
Luděk Vojáček (12/3/4/2) –
trenéři Rudolf Potsch a František Vaněk

### TJ Poldi SONP Kladno
Milan Kolísek (25/3,95/84,0/-/-),
Miroslav Krása (28/4,28/86,1/-/-) -
Lubomír Bauer (34/4/2/16),
Jaroslav Horský (26/2/0/18),
Miloslav Hořava (42/10/11/74),
František Kaberle (16/1/5/10),
Jan Neliba (44/2/4/38),
František Pospíšil ml. (21/0/3/16),
Roman Smejkal (7/1/0/0),
Petr Tatíček (37/5/4/20),
František Větrovec (41/2/7/44),
Jaroslav Vinš (34/0/6/24) -
Adolf Beznoska (23/0/4/6),
Jan Bláha (8/0/1/4),
Jiří Dudáček (23/9/6/12),
Petr Fiala (43/8/7/31),
Zdeněk Hrabě (24/5/1/6),
Vladimír Kameš (43/25/17/22),
Jiří Kopecký (40/11/9/6),
Karel Libert (18/1/0/2),
Josef Machala (12/0/0/6),
Zdeněk Müller (44/8/13/15),
Eduard Novák (9/2/2/4),
Jan Novotný (43/29/20/12),
Arnošt Reckziegel (4/0/0/2),
Milan Skrbek (40/1/3/22),
Václav Sýkora (35/9/7/14),
Alexander Vrňák (44/11/8/32)

## Kvalifikace o 1. ligu
- DS Olomouc (vítěz 1. ČNHL) - Dukla Trenčín (vítěz 1. SNHL) 0:3 na zápasy (5:10, 2:5, 1:8)

## Zajímavosti
- Nejlepší ligový střelec: Vincent Lukáč - 49 gólů
- Překvapením byl sestup šestinásobného mistra Poldi SONP Kladno. Rozhodlo o něm utkání posledního kola, kdy prohrál doma se Zetorem Brno 2:4.

## Rozhodčí

### Hlavní
- Jiří Adam
- Alexander Aubrecht
- Jan Budinský
- Stanislav Gottwald
- Milan Jirka
- Milan Kokš
- Juraj Okoličány
- František Pěkný
- Karel Říha
- Vladimír Šubrt
- Ivan Šutka
- Jozef Vrábel

### Hlavní i Čároví
- Jiří Lípa
- Jiří Šrom
- Josef Furmánek

### Čároví
- Zdeněk Bouška -  Jindřich Simandl
- Ivan Beneš -  Miloš Grúň
- Jiří Brunclík -  Václav Les
- Jaroslav Bulant -  Stašek Moravec
- František Duba -  Luboš Vyhlídko
- Luděk Exner -  Jan Tatíček
- Alexander Fedoročko -  Jan Šimák
- Vlastislav Horák -  Ivan Koval
- Jaroslav Koenig -   Josef Touš
- Jozef Kriška -  Slavomír Caban
- Miroslav Lipina
- Juraj Munka -   Jozef Zavarský
- Mojmír Šatava -  Vítězslav Vala

=